# Wilsonilebias
Wilsonilebias è un genere estinto di pesci ossei appartenente alla famiglia Valenciidae, noto da fossili rinvenuti nel Miocene medio nel bacino di Bugojno, in Bosnia ed Erzegovina. Il genere comprende due specie.

## Caratteristiche
Il materiale fossile di Wilsonilebias comprende un elevato numero di esemplari ben conservati, molti dei quali presentano otoliti posizionati in situ. L’analisi morfologica dettagliata ha rivelato caratteristiche uniche nei dati ossei e negli otoliti, permettendo la diagnosi del genere e delle specie.

## Classificazione
Attraverso un’analisi filogenetica basata su una matrice morfologica espansa e con l’utilizzo di un'analisi molecolare per i taxa attuali, Wilsonilebias è stato classificato come membro dei Valenciidae. È distinto da Miovalencia e da altri valenciidi fossili per caratteristiche scheletriche e degli otoliti.
Le specie riconosciute sono:
- †Wilsonilebias dinaricus – specie tipo
- †Wilsonilebias hercegovinensis

## Significato evolutivo
La scoperta di Wilsonilebias conferma l’elevata diversità storica della famiglia Valenciidae, oggi rappresentata da un singolo genere vivente. Inoltre, sottolinea il ruolo dell’Europa sud-orientale come centro di diversificazione per killifish fossili durante il Miocene.